# Sergio Díaz
Sergio Alejandro Díaz (Turón, 9 de fevereiro de 1985) é um ex-futebolista espanhol que atua como atacante. Atualmente joga pelo Real Madrid Castilla.